# Waterfront Bremen

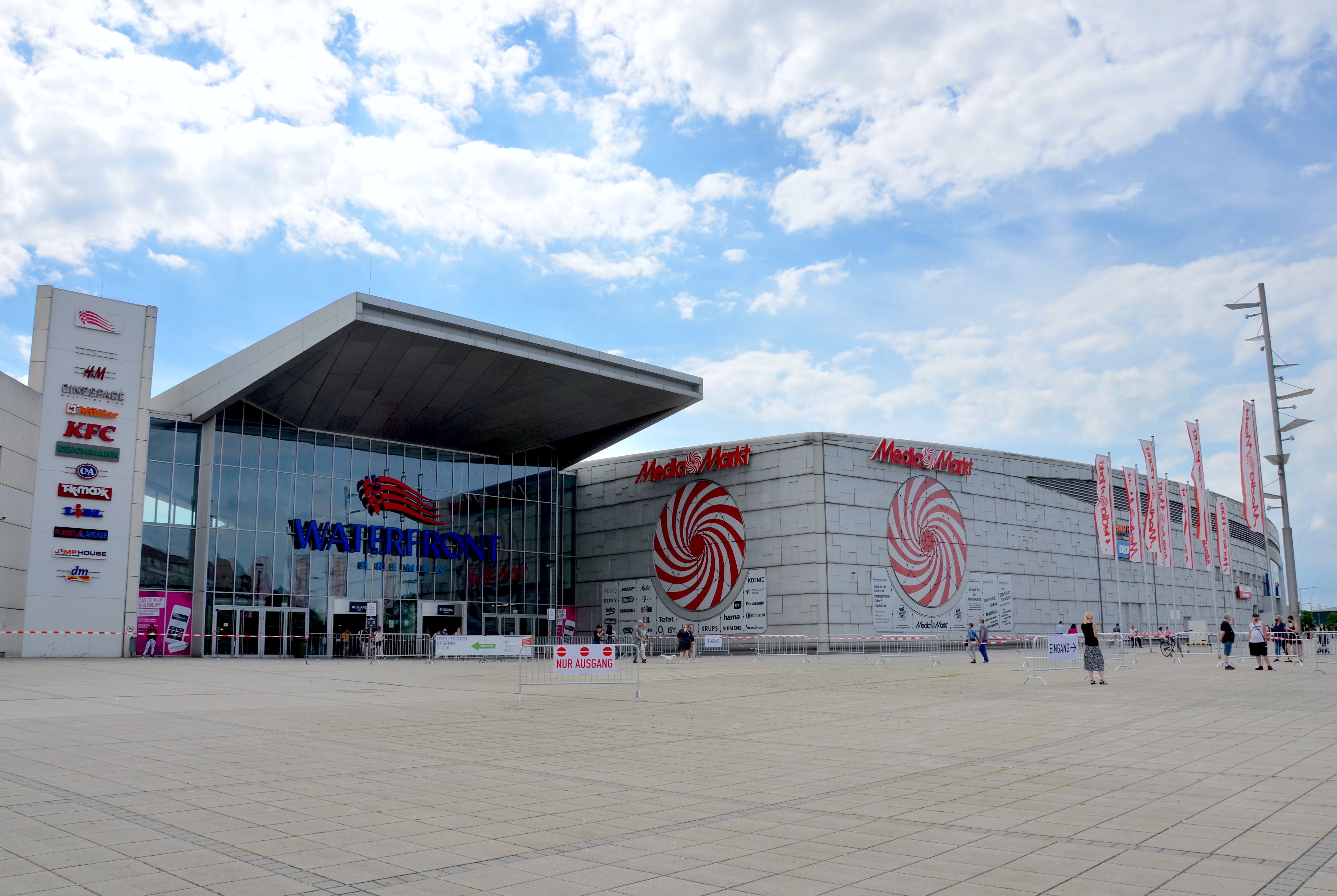
Waterfront Bremen (2021)

Die Waterfront Bremen im Bremer Ortsteil Industriehäfen ist ein Einkaufszentrum mit Elementen eines Urban Entertainment Centers und wurde am 12. September 2008 eröffnet. Betreiber waren bis 31. Juli 2015 die LNC Property Group mit Sitz in Dublin, Irland, sowie die Resolution Property in London, England. Seit 1. August 2015 wird es von der deutschen ECE allein betrieben. Es befindet sich an der Weser auf einem Gelände, das bis 1983 von der Werft AG Weser und 2003/2004 vom Urban-Entertainment-Center Space Park Bremen genutzt wurde.

## Anbindung
Die Weser-Promenade entlang des Shopping-Centers wird über den eigenen Fähranleger Waterfront/Pier 2 von Mai bis September von Hal över im Rahmen der Hafenrundfahrten angefahren. Zudem ist die Waterfront über die Schnellstraße A 281 (Richtung Überseestadt) an die Autobahn A 27 angebunden. Darüber hinaus erreicht man das Einkaufszentrum mit der Linie 3 und der Linie 5/5s der Straßenbahn, Haltestelle Waterfront (bis 2024 Use Akschen).

## Geschichte

### Eröffnung desSpace Park

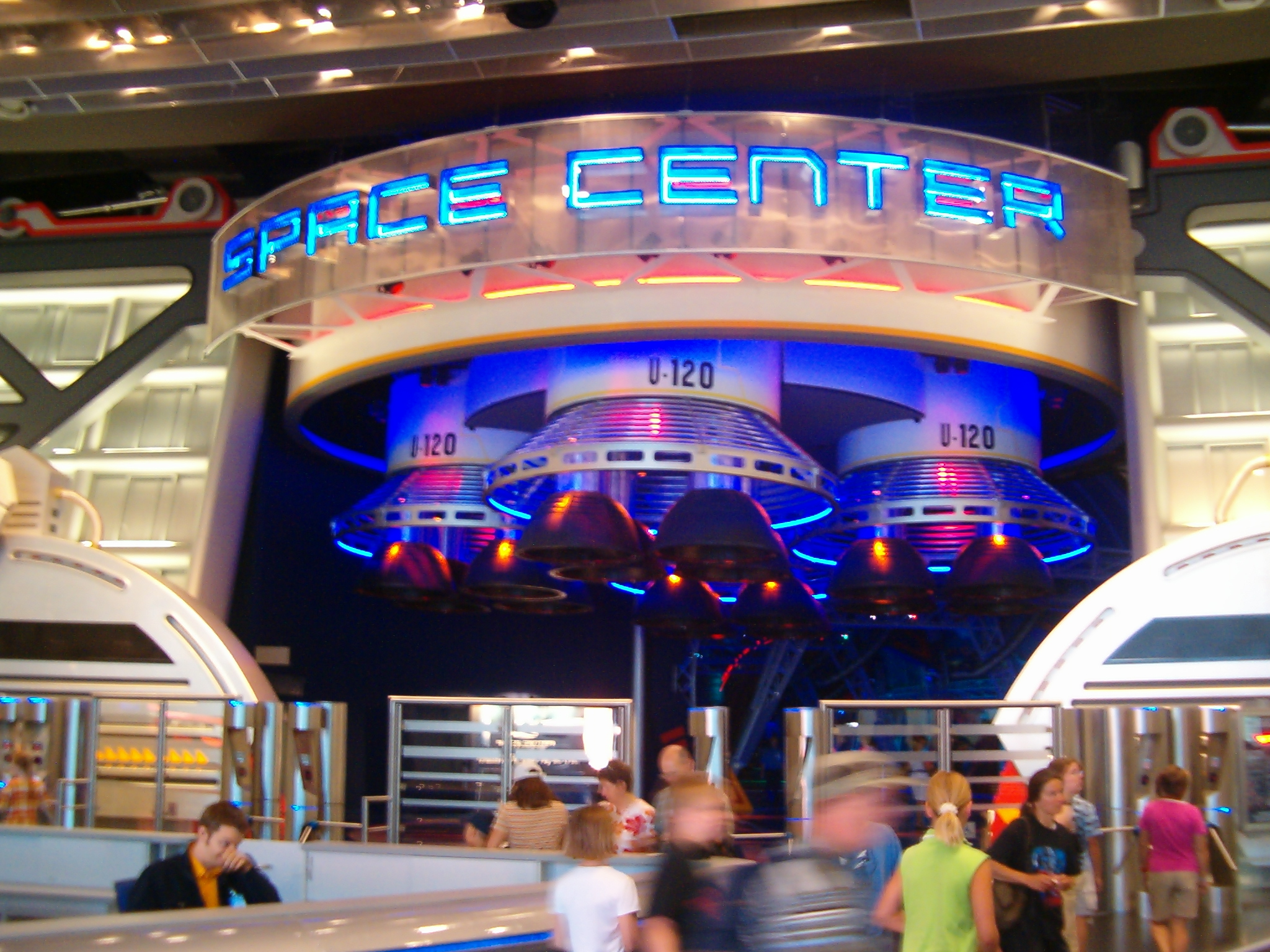
Eingangsbereich zum Space Center innerhalb des Space Park im Jahr 2004

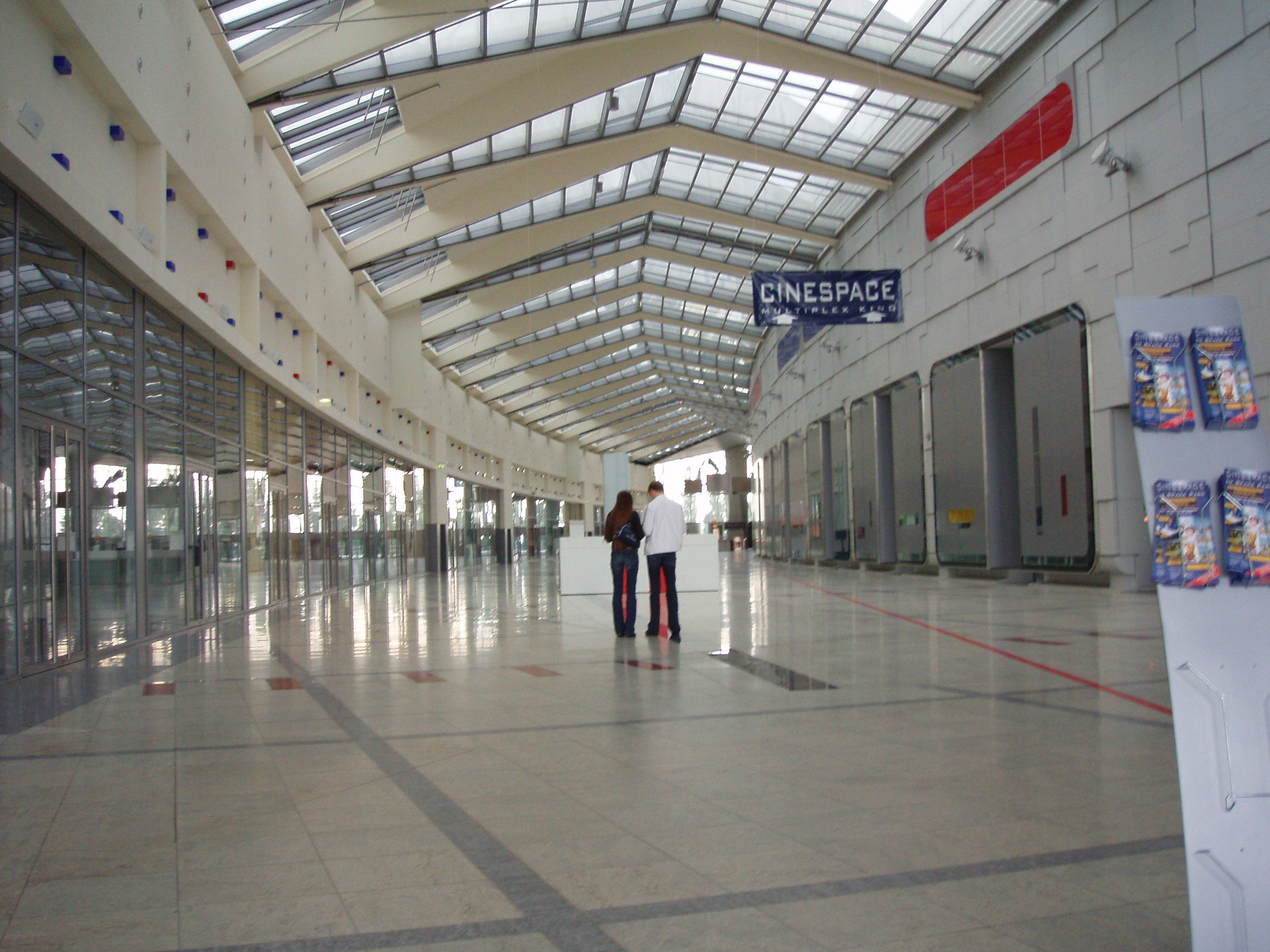
Verwaiste Passage des Space Park im Jahr 2006

Das Projekt Space Park wurde Anfang der 1990er Jahre von der in Wiesbaden ansässigen, inzwischen nicht mehr existenten, Köllmann AG als Nachnutzung für das Gelände der ehemaligen AG Weser zusammen mit dem teilweise realisierten Ocean Park in Bremerhaven entwickelt. Der Kerngedanke war dabei die für Urban Entertainment Center typische Verbindung von Unterhaltung und Einzelhandel. Die Finanzierung erfolgte mit Subventionen des Landes Bremen, als Bauherr trat die zur Dresdner Bank gehörende DEGI in Erscheinung. Nach der Realisierung von Juli 2000 bis 19. Dezember 2003 wurde der Freizeitpark am 12. Februar 2004 eröffnet. Die Kosten lagen bei zirka 600 Mio. Euro.
Hauptthema war die Raumfahrt, die als Edutainment präsentiert wurde. Im Planungsverlauf wurde der Space Park Bremen als Entertainment-Anlage, unter anderem mit Themen aus den Science-Fiction-Serien Star Trek und Stargate, konzipiert. Neben begleitender Gastronomie und einem anliegenden Hotel war der wirtschaftliche Kernbereich der Einzelhandelsbereich mit über 40.000 m² Verkaufsfläche. 40 Gastronomiebetriebe und 120 Läden waren geplant. Bereits in der Bauphase zeigte sich, dass der Einzelhandelsbereich stark überdimensioniert war. Es ließen sich keine Ankermieter gewinnen, so dass bis zur Eröffnung kein Einzelhandel vorhanden war.
Im Februar 2004 wurde das Space Center als erster überdachter Freizeitpark Deutschlands eröffnet. Es war eines der ersten deutschen Urban-Entertainment-Center. Nach sieben Monaten Betrieb zeigte sich, dass die kalkulierten Besucherzahlen von jährlich 1,3 Millionen mit dieser eingeschränkten Nutzung nicht erreicht werden konnten. Besucher nannten als Gründe hohe Eintrittspreise, karges Entertainment-Angebot und die mangelnde gastronomische Infrastruktur innerhalb des Geländes. Beim ursprünglichen Konzept war vorgesehen, dass Besucher nur für die einzelnen Elemente bzw. Fahrgeschäfte – ähnlich wie beim Bremer Freimarkt – zahlen sollten. Mit dem Komplettpreis für fast das gesamte Unterhaltungsangebot wurde allerdings auch der Zugang zu einem Teil der Gastronomie beschränkt. Es wurden nicht die versprochenen Arbeitsplätze geschaffen – die Mehrheit waren befristete Geringverdiener. Der Space Park wurde aufgrund mangelnder Besucherzahlen am 26. September 2004 geschlossen. Medienberichte zum Zeitpunkt der Schließung sprachen von einer Investitionsruine und einem wirtschaftlichen Misserfolg für den Investor.
Der sich im Bau befindende Space Park ist als einer von drei Haupthandlungsorten Gegenstand des Films Prüfstand 7 (2001) von Robert Bramkamp.

### Schließung des Space Parks und Neuorientierung

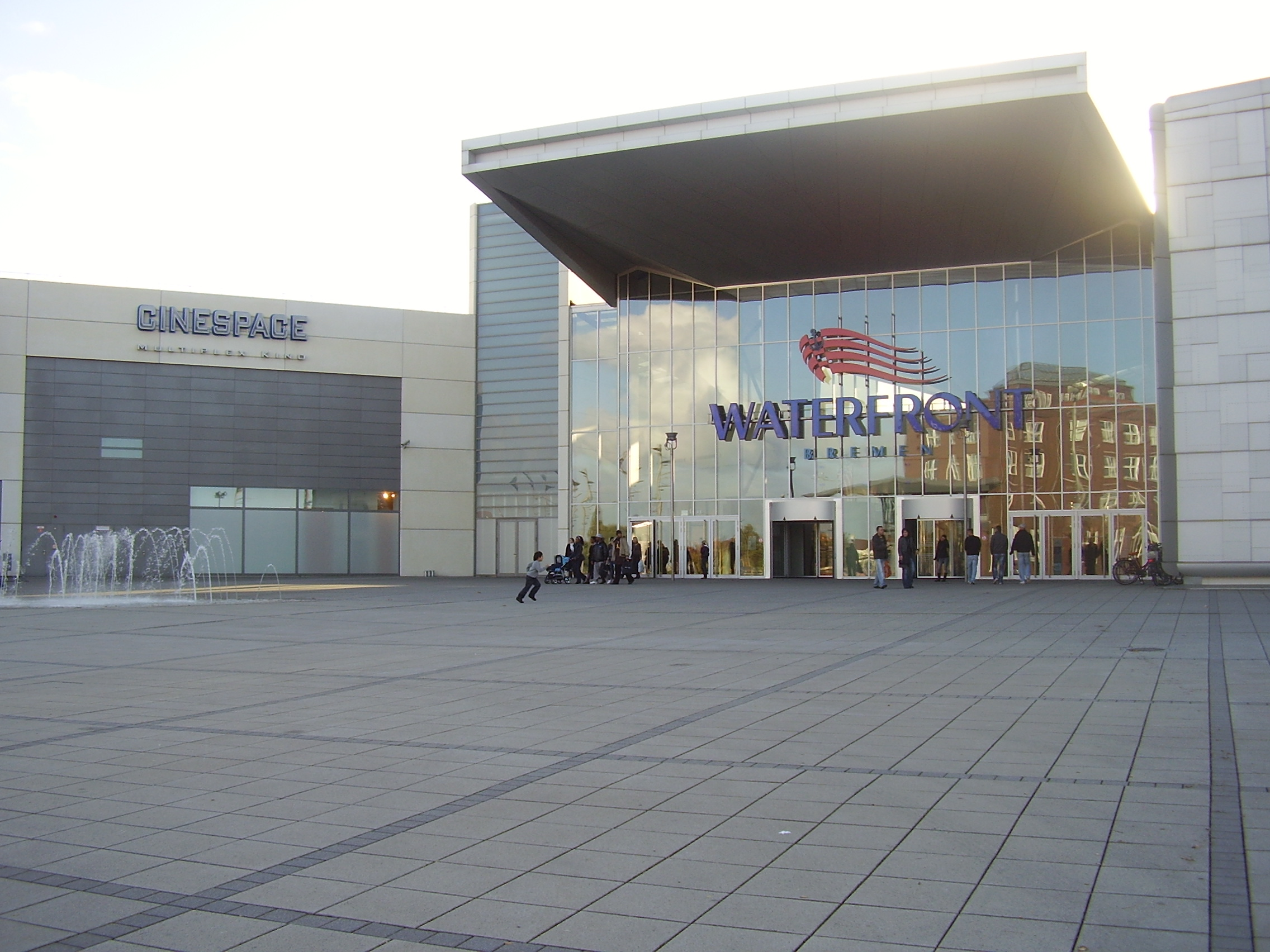
Eingangsbereich der Waterfront im Oktober 2008

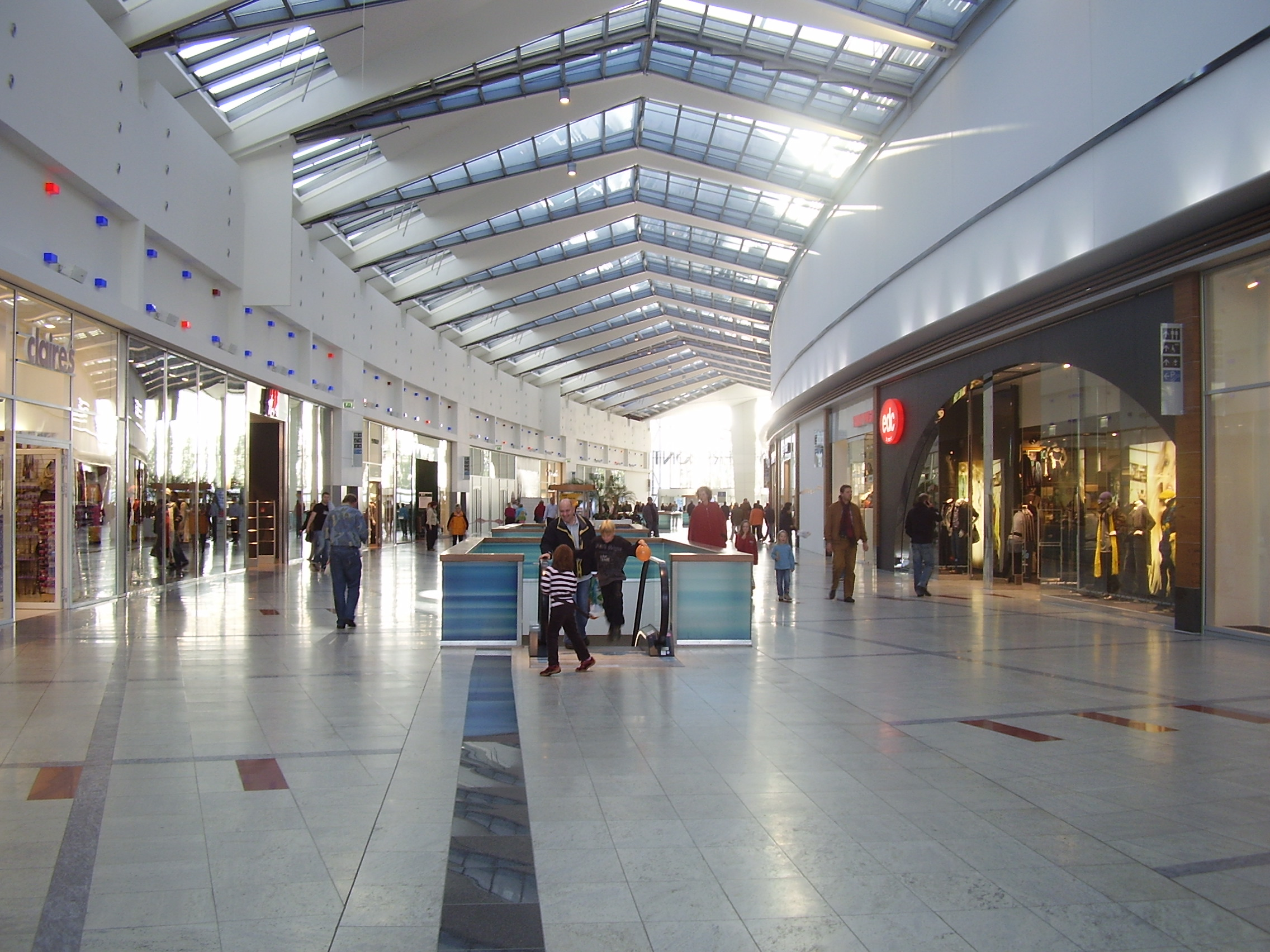
Passage der Waterfront im Jahr 2008

Die einzigen Unternehmen auf dem Gelände des Space Parks, die nach der Schließung ihren Betrieb aufrechterhielten, waren das Multiplex-Kino Cinespace und ein Hotel.
Im Sommer 2005 wurde der nur noch im Kaltbetrieb unterhaltene Bau für die Dreharbeiten des Tatorts Requiem mit der Bremer Kommissarin Inga Lürssen (Sabine Postel) genutzt; dieser wurde im Herbst 2005 ausgestrahlt.
Im November 2005 schien der Space Park an die kanadische Investorengruppe Triple Five (siehe Mall of America) verkauft. Doch die Verhandlungen mit Triple Five scheiterten, da die Investorengruppe den Kaufpreis nicht aufbringen konnte. Mehrere andere Investoren interessierten sich für das Objekt.
Das neue Konzept für das Gebäude sah eine Einkaufsfläche von 44.000 m² vor, der Entertainmentbereich sollte 20.000 m² umfassen. Die Fahrgeschäfte des ehemaligen Space Park wurden vollständig abgebaut und verkauft; es blieb nur das Cinespace Multiplex Kino erhalten. Die nun Waterfront genannte Einrichtung sollte sich zur Weser hin öffnen mit rund 4.000 kostenfreien Parkplätzen, davon 1.400 in der Tiefgarage und zusätzliche 2.500 Plätze in geplanten Parkhäusern. Das Raumfahrt-Konzept wurde gegen ein maritimes Konzept ausgetauscht. Die 800 Meter lange Weserpromenade und die Weserinsel Werftinsel sollten stärker genutzt werden. Als Generalunternehmer wurde Ende Dezember 2007 die Firmengruppe Max Bögl beauftragt.

### Neueröffnung alsWaterfront
Im März 2006 wurde das Gebäude an die britische Finanzinvestorengruppe Cardinal Asset Management veräußert. Der Erwerber erklärte von Beginn an, die Immobilie nicht selbst nutzen zu wollen, und verkaufte das Anwesen schließlich für 50 Millionen Euro an den irischen Finanzdienstleister LNC Property Group. Im Februar 2007 kündigte der LNC-Chef Bill McCabe an, dass die LNC weitere 80 bis 100 Millionen Euro investieren wolle, um das Areal baulich zur Weser hin auszurichten und den Einzelhandelsbereich unter dem Namen Waterfront Bremen im September 2008 wiederzueröffnen. Kalkuliert war ein Einzugsgebiet mit einer Distanz bis zu 100 Kilometern und eine Besucherzahl von im Durchschnitt täglich 25.000 Besuchern.
Der Einkaufsbereich wurde am 12. September 2008 eröffnet. Ankermieter wurde der britisch-irische Textilhändler Primark, eine Tochter des Lebensmittelkonzerns Associated British Foods, der damit seine erste Niederlassung in Deutschland eröffnete. Die Eröffnung fand am 22. Mai 2009 statt. Die Zugkraft allein dieses Ankermieters hat erkennbar die Besucherfrequenzen erheblich erhöht.
Im Jahr 2010 sind 5 Millionen Besucher in die Waterfront gekommen, während im Jahr 2012 mit einem Anstieg auf 7 Millionen Besucher gerechnet wurde.
Seit 2009 wird an der Waterfront auch der gleichnamige Waterfront-Triathlon durchgeführt, der über die Sprint- und die olympische Distanz geht.
Das angegliederte Multiplex-Kinocenter Cinespace behielt seinen aus dem ehemaligen Space Park stammenden Namen und beinhaltet mittlerweile 11 Kinosäle, zu denen sich auch das aufgegebene IMAX-Kino gesellte. Im ehemaligen IMAX-Saal, der über die größte Kinoleinwand Bremens verfügt, können, ebenso wie in drei weiteren Sälen, digitale 3D-Filme gezeigt werden.
Im Jahr 2015 übernahmen die ECE als Betreiber und die Arbejdsmarkedets Tillægspension als Eigentümer die Waterfront von der LNC Property Group.
Einen Anziehungspunkt stellt der gastronomische Bereich dar: In dem Food-Court der Waterfront haben sich inzwischen mehr als 20 Gastroanbieter angesiedelt und es stehen rund 500 Sitzplätze zur Verfügung (Stand 2019). Die noch aus den Space-Park-Zeiten herrührende „außergewöhnliche“ Architektur des Food-Courts mit der „runden Form, der hohen Decke und der Glasfront zur Weserseite hin sorgt für eine ganz eigene Atmosphäre“.
Im Jahr 2019 kamen über 7 Millionen Besucher in die Waterfront; die Zahl der Geschäfte lag bei rund 120.